# Nelusetta ayraud
Nelusetta ayraud és una espècie de peix de la família dels monacàntids i de l'ordre dels tetraodontiformes.

## Morfologia
- Els mascles poden assolir 100 cm de longitud total[3] i 3.500 g de pes.[4]
- Les aletes pèlviques són rudimentàries.[5][6]

## Alimentació
Menja principalment salpes i, en menor quantitat, mol·luscs gastròpodes, crustacis i peixos.

## Hàbitat
És un peix marí, de clima subtropical i demersal que viu entre 0-360 m de fondària.

## Distribució geogràfica
Es considera que és una espècie de peix endèmica del sud d'Austràlia (des d'Austràlia Occidental fins a Nova Gal·les del Sud), tot i que n'hi ha un registre a Nova Zelanda.

## Observacions
És inofensiu per als humans.